# 洛羊街道
洛羊街道，是中华人民共和国云南省昆明市呈贡区下辖的一个街道办事处。

## 历史
2007年12月，洛羊镇撤镇设街道。2008年5月起，洛羊街道由昆明经济技术开发区托管。

## 行政区划
洛羊街道下辖以下地区：
倪家营社区、大冲社区、大洛羊社区、小洛羊社区、大新册社区、小新册社区、黄土坡社区、果林社区、春漫社区、石龙湖社区和水井山社区。